# نوط ثورة 18 تشرين الثاني
نوط ثورة 18 تشرين الثاني 1963 هو نوط صدر بموجب النظام المرقم 8 بتاريخ 5 مايو، 1964. بناءً على عرض وزير الدفاع، وموافقة مجلس الوزراء. يُمنح للضباط والأئمة ونواب الضباط وضباط الصف والجنود وطلبة الكليات والمدارس العسكرية الذين كانوا في الخدمة يوم ثورة 18 تشرين الثاني 1963 ولكل من ساهم فعلاً في الثورة من المدنيين. يبلغ وزنه 17،3 غم، من معدن النحاس، ضُرِبَ في دار الضرب هجنن (Huguenin) في سويسرا.

## شكله
حددت المادة الثانية من نظام نوط ثورة 18 تشرين الثاني 1963 شكله:
ا - الشريط – شقة من الحرير طولها 5،4 سم وعرضها 5،3 سم مقسمة الى ثلاثة اقسام الاحمر من الجانبين بعرض 2/1 سم لكل منهما وفي الوسط اللون الاصفر .

## تعديله
عدل هذا النظام بموجب المرسوم 429 في 28 مارس، 1964، وعدل للمرة الثانية بموجب النظام المرقم 42 لسنة 1964.

## إلغاؤه
الغي هذا النظام وتعديلاته بموجب النظام المرقم 47 لسنة 1968. 